# Sukigara Masahiro
Sukigara Masahiro (sinh ngày 2 tháng 4 năm 1966) là một cầu thủ bóng đá người Nhật Bản.

## Đội tuyển bóng đá quốc gia Nhật Bản
Sukigara Masahiro được triệu tập vào đội tuyển Nhật Bản tham dự Cúp bóng đá châu Á 1988.